# Prince George (Virginia)
Prince George ist ein census-designated place (CDP) in und der County Seat des Prince George County, Virginia, Vereinigte Staaten.

## Demografie
Die Bevölkerung betrug 2020 laut Volkszählung 2.315. Damit wuchs sie um rund 300 Einwohner an im Vergleich zum Jahr 2010.

## Geografie
Es ist in der Metropolregion von Richmond, Virginia. Die Höhe beträgt 40 Meter.

## Bildung
Es gibt mehrere Schulen und eine öffentliche Bibliothek.